# آندریاس زولو
آندریاس زولو (انگلیسی: Andreas Zülow؛ زادهٔ ۲۳ اکتبر ۱۹۶۵) بوکسور اهل آلمان شرقی بود.